# Argo Mulyo (Belitang Jaya)
Argo Mulyo is een bestuurslaag in het regentschap Ogan Komering Ulu van de provincie Zuid-Sumatra, Indonesië. Argo Mulyo telt 976 inwoners (volkstelling 2010).